# 어시장

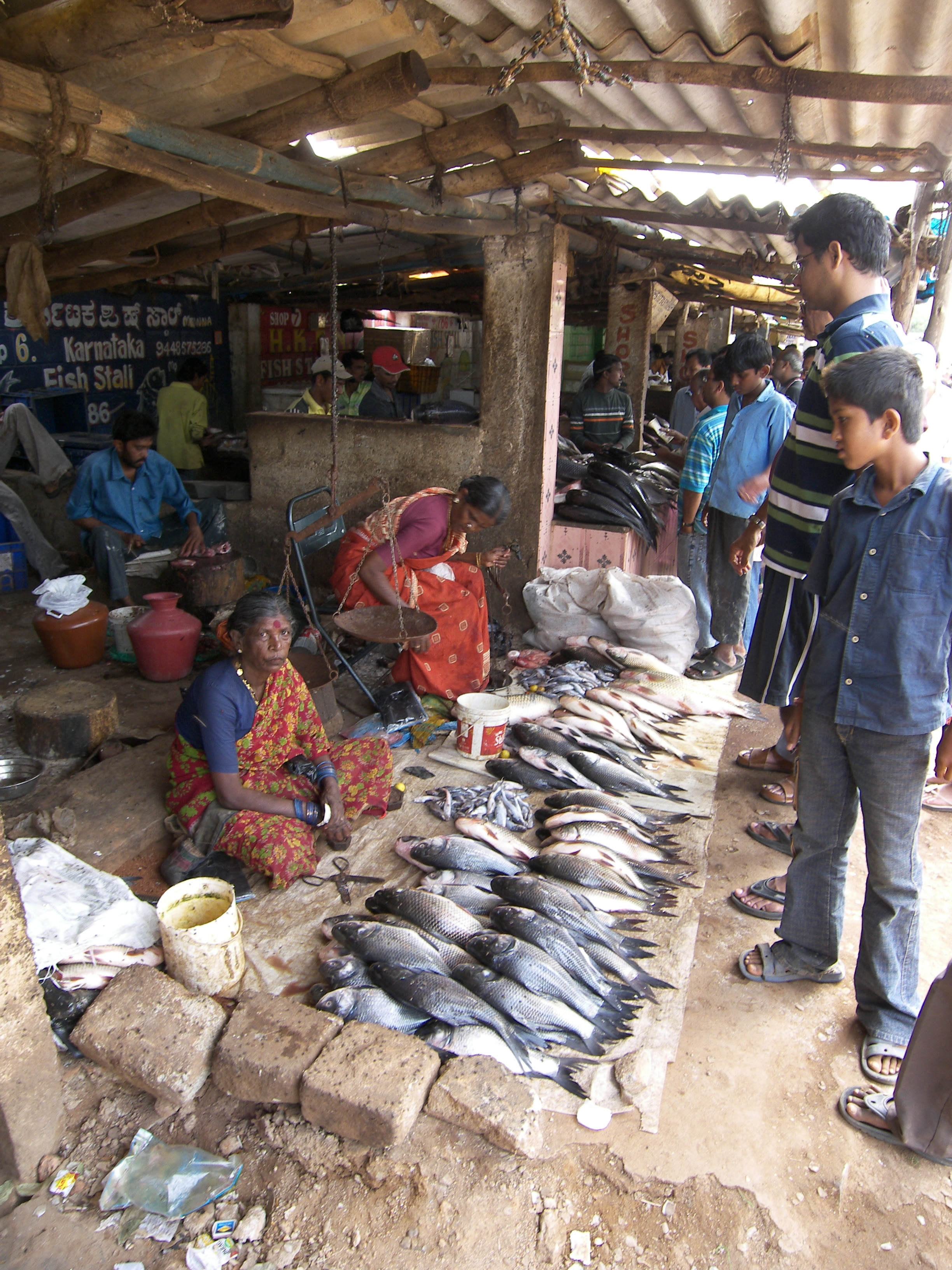
HAL 시장 (벵갈루루)

어시장(魚市場)은 해산물을 파는 시장이다. 다른 이칭으로는 수산시장(水産市場)이다. 보통 어시장은 수협에서 관리하고 있는 것이 있다.

## 나라별 어시장

### 대한민국
대한민국의 경우 인천광역시의 소래포구 종합어시장과 서울특별시의 노량진수산시장이 대표적이다. 이 외에도 충청남도 보령시에도 어시장이 있으며, 부산광역시를 대표하게 되는 두 어시장인 자갈치시장과 부산공동어시장이 유명하다. 또한 2016년 화재가 일어난 여수시에도 수산시장이 존재하게 된다.

### 일본
일본은 도쿄도를 대표하는 어시장의 메카로 자리매김되어 있는 쓰키지 시장이 가장 유명하다.

## 같이 보기
- 어물
- 남획